# Trichopterigia pilcheri
Trichopterigia pilcheri är en fjärilsart som beskrevs av Louis Beethoven Prout 1958. Trichopterigia pilcheri ingår i släktet Trichopterigia och familjen mätare. Inga underarter finns listade i Catalogue of Life.